# Phyllodactylus duncanensis
Phyllodactylus duncanensis — вид геконоподібних ящірок родини Phyllodactylidae. Ендемік Галапагоських островів.

## Поширення і екологія
Вид є ендеміком острова Пінсон в архіпелазі Галапагоських островів.